# چغان‌رود

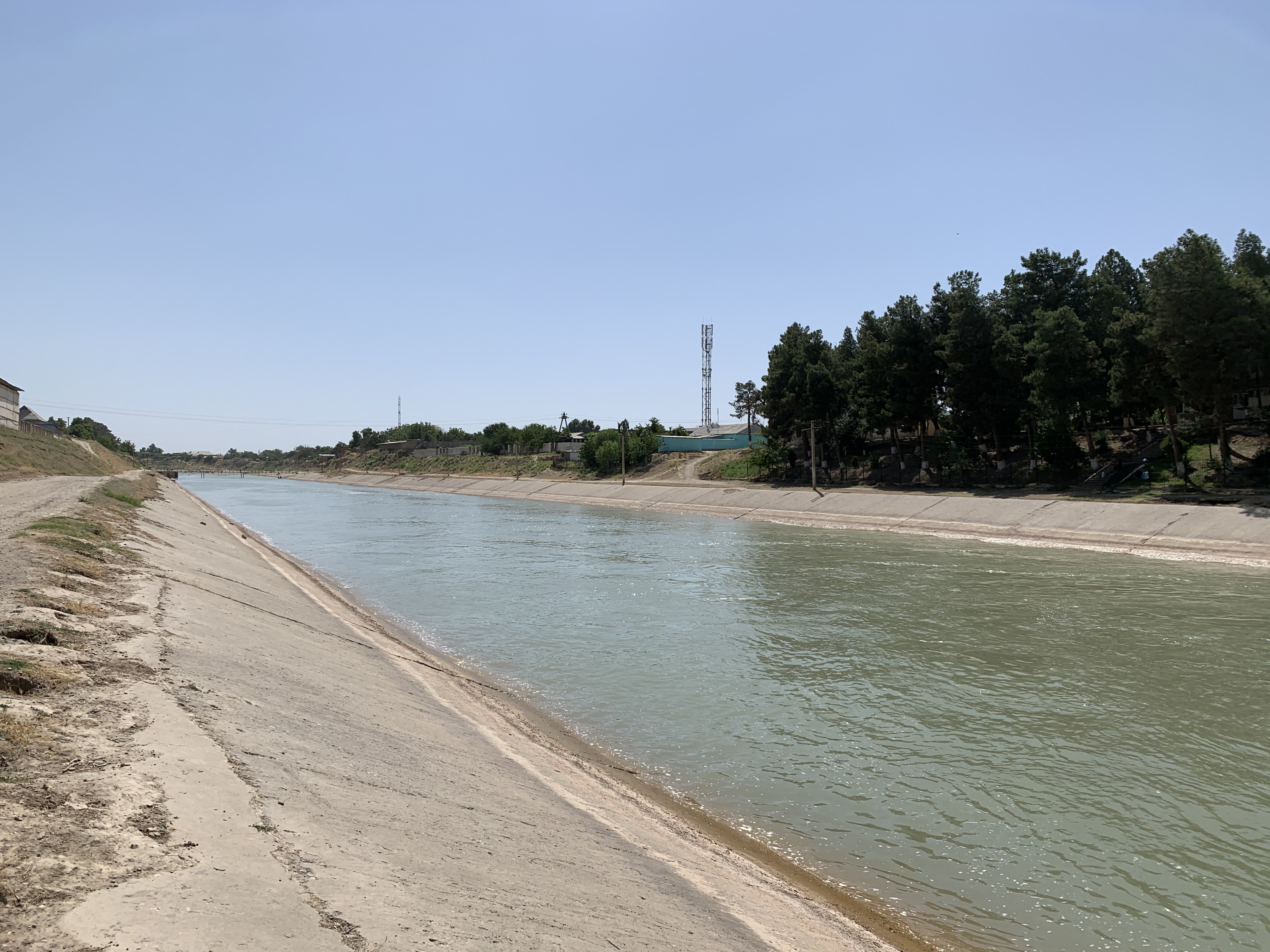
یکی از کانال های هدایت آب این رود خروشان می باشد.

یکی از شاخه های کانال کشی هدایت آب آیت رود خروشان میباشد
چَغانْ‌رود یا سُرخان‌دریا، از ریزابه‌های مهم جیحون در مغرب تاجیکستان و جنوب ازبکستان می‌باشد. چغانرود از رشته‌کوه حصار و زَرافشان سرچشمه می‌گیرد که قله‌هایی با بیش از ۴۵۰۰ متر ارتفاع دارند. طول آن از آبادی قَراوُل تپه (در قسمت وسط) تا مصب رود حدود ۱۷۵ کیلومتر و از سرچشمه تا مصب حدود ۲۹۷ کیلومتر است (د. تاجیکی، ج ۷، ص۱۷۶). این رود با جهت عمومی شمال‌شرقی ـ جنوب غربی، بالاتر از شهر ترمذ، در ارتفاع حدود ۳۰۲ متری به جیحون می‌ریزد. قسمت علیای چغانرود از مرز جمهوری‌های ازبکستان و تاجیکستان می‌گذرد. این رود هفتمین و آخرین ریزابه مهم سمت راست جیحون است و دره چغانرود، حاصلخیزترین دره شاخه‌های جیحون به‌شمار می‌آید (د. اسلام؛ چاپ دوم؛ د. ایرانیکا، ذیل مادّه؛ بارتولد، ۱۳۵۰ش، ص ۱۰۰).

## جغرافیا
حوضه آبریز چغان‌رود حدود ۱۳۵۰۰ کیلومتر مربع وسعت دارد و قسمت علیای آن حدود ۶۰٪ مساحت حوضه را در برمی‌گیرد (رجوع کنید به د. تاجیکی، همان‌جا). حوضه‌های آبریز کافِرْنِگان در مشرق و شِرآباد در مغرب چغانرود است. در حوضه آبریز چغانرود، علاوه بر چغانرود، که از به‌ هم پیوستن چند رود کوچک از جمله توپَلَنگ و قَره‌داغْ‌دریا تشکیل می‌شود، رودهای دیگری نیز جریان دارند، از جمله بایسون‌دره، وَخْشْوار، خواجه پاک، سَنگَردَک و کانی‌کان (همه از ریزابه‌های چغانرود). بیشتر ریزابه‌ها از کرانه راست به چغانرود می‌ریزند. دمای حوضه آبریز چغانرود از ۳ درجه در زمستان تا ۳۲ درجه در تابستان و میانگین بارش سالانه آن از ۱۲۰ تا ۱۳۰ میلیمتر (در ارتفاعات تا ۳۵۰ میلیمتر) متغیر است (همان‌جا؛ د. ازبکستان شوروی، ج ۱۰، ص ۴۳۹).
میانگین میزان آبدهی چغانرود ۱۲۰ متر مکعب در ثانیه (سالانه حدود ۸ر۳ میلیارد مترمکعب) است که ۷۰٪ از این مقدار از رشته کوه حصار تأمین می‌شود (د. ازبکستان شوروی، ج ۱۰، ص۴۳۹). بیشترین میزان‌ آب‌دهی چغانرود در خرداد و کمترین‌ آن در شهریور و مهر است. اهالی منطقه از آب آن برای مصارف گوناگون، از جمله کشاورزی، استفاده می‌کنند. ظاهرآ بیشترین مصرف در حد فاصل آبادی قراول‌تپه تا آبادی مَنْگُذَر (در قسمت سفلای رود) است. همچنین برای استفاده بیشتر، آبراهه‌ها و آب‌انبارهای متعددی در مسیر چغانرود احداث شده‌است. آب آن در بیشتر ماه‌های سال گل‌آلود است (همان، ج۱۰، ص۴۳۹؛ رت‌ولادزه و امین‌اف، ص۷۸). چغانرود گاهی، به‌سبب مصرف بیش از اندازه و آبیاری مزارع، بدون آب است (بارتولد، ۱۳۵۰ش، ص ۱۰۰).

## پیشینه
نام چغان‌رود (در دیوان فرخی سیستانی، ص:۱۸۹ چغانی‌رود) از نام ناحیه قدیمی چغانیان گرفته شده (بارتولد، ۱۳۵۸ش، ص ۱۳) و در نوشته‌های فارسی‌زبانان، چَغان‌رود (حدودالعالم، ص ۴۱) یا جَغان‌رود (شرف‌الدین علی یزدی، ج ۱، ص ۱۴۷) و در منابع عربی، نهر صَغانیان (بلاذری، ص ۵۸۹؛ ابن‌خرداذبه، ص ۳۳–۳۴؛ قزوینی، ص ۵۲۵؛ ابوالفداء، ص ۵۰۵) ذکر شده‌است.
جاده ابریشم از دره چغانرود می‌گذشت (مارکوارت، ص ۹۴). در سده سوم، طول چغانرود براساس فاصله شهرهای کنار آن، مانند ترمذ، صَرْمَنْجان، دارَزَنْجی، چَغانیان و همواران، ۳۷ فرسخ و پهنای دره چغانرود میان دو تا سه فرسخ ذکر شده‌است (ابن‌خرداذبه، همان‌جا).
ابن‌رسته (ص ۹۳) چغانرود را زامُل نامیده و سرچشمه آن را قسمت بالای بلاد راشت، میان واشْجِرْد و چغانیان، دانسته‌است. وی از رودهای کوچکی به نام کَمروذ، نَهامروذ و خاورروذ (امروزه قره‌طاغ‌دریا، توپلنگ و سَنگَردَک در قسمت علیای چغانرود رجوع کنید به بارتولد، ۱۹۷۷، ص ۷۲)، که نزدیک شهر چغانیان به چغانرود می‌ریزند، و نیز از ناحیه‌های اطراف چغانرود نام برده‌است.
در سده چهارم، اهالی چغانیان و ترمذ از آب چغانرود و ریزابه‌های آن می‌آشامیدند و زمین‌های کشاورزی‌ را آبیاری می‌کردند، اما گاه این رود، به‌رغم زمستان‌های پربرف و باران (در سرچشمه)، بدون آب بود (اصطخری، ص ۲۹۸؛ مقدسی، ص ۲۸۳). مارکوارت (ص ۸۲) نهر صَرمَنجی را که ابن‌حوقل (ص ۴۶۰) آن را پنجمین ریزابه جیحون معرفی کرده - با قره‌طاغ دریا مطابق دانسته‌است.
امروزه چغانرود غالبآ سرخان دریا نامیده می‌شود و بیشتر مسیر آن در ولایت سرخان‌دریای ازبکستان است. به‌قسمت علیای آن تا آبادی ده نو (در حدود ۱۳۵ کیلومتری جنوب ترمذ) قره‌طاغ دریا می‌گویند (رجوع کنید به د. اسلام، همان‌جا؛ بارتولد، ۱۹۷۷، ص ۷۲–۷۳؛ نیز رجوع کنید به لسترنج، ص۴۴۰). دریاچه یوژنو سرخانسکویه در قسمت سفلای رود، در جنوب شهر شُورچی، در ازبکستان قرار دارد. در مسیر رود، از شهر ترمذ تا دوشنبه (پایتخت تاجیکستان)، جاده‌ای در کرانه راست چغانرود کشیده شده‌است. آبادیهای رِگَر، پَختَه‌آباد، سرآسیا/ ساری آسیا (یا نوندک)، ده نو، قُم قورقان و جَرقورقان از مهم‌ترین آبادی‌های مسیر رود به‌شمار می‌روند.